# Босканнан
Босканна́н (фр. Boscamnant) — коммуна во Франции, находится в регионе Пуату — Шаранта. Департамент коммуны — Шаранта Приморская. Входит в состав кантона Монгион. Округ коммуны — Жонзак.
Код INSEE коммуны — 17055.

## Население
Население коммуны на 2010 год составляло 408 человек.
| 1962 | 1968 | 1975 | 1982 | 1990 | 1999 | 2010 |
| ---- | ---- | ---- | ---- | ---- | ---- | ---- |
| 322  | 331  | 363  | 373  | 321  | 345  | 408  |

## Экономика
В 2010 году среди 162 человек трудоспособного возраста (15—64 лет) 112 были экономически активными, 50 — неактивными (показатель активности — 69,1 %, в 1999 году было 64,2 %). Из 112 активных жителей работали 101 человек (58 мужчин и 43 женщины), безработных было 11 (4 мужчины и 7 женщин). Среди 50 неактивных 8 человек были учениками или студентами, 26 — пенсионерами, 16 были неактивными по другим причинам.